# Per sempre...
Per sempre... è una raccolta postuma della cantante italo-francese Dalida, pubblicata nel novembre del 2009 da Universal Music France.
L'album, formato da due CD, contiene quarantadue tracce in lingua italiana.
La raccolta verrà inclusa nella serie di CD del cofanetto D'ici & d'ailleurs, pubblicato sempre nel 2009.

## Tracce

### Disco 1
1. Aranjuez la tua voce
2. L'ultimo valzer
3. Bang bang
4. Quelli erano giorni
5. Mama
6. Oh lady Mary
7. Cominciamo ad amarci
8. Stivaletti rossi
9. Ascoltami
10. La mia vita è una giostra
11. Ciao amore, ciao
12. Il silenzio
13. 24 000 baci
14. Sola più che mai
15. Milord
16. O sole mio
17. Arlecchino Gitano
18. Uno a te, uno a me
19. La canzone di Orfeo
20. Pensiamoci ogni sera
21. Dan dan dan
22. Gli zingari

### Disco 2
1. 18 anni
2. Non è più la mia canzone
3. Vedrai vedrai
4. La colpa è tua
5. Tornerai
6. Il mio male sei
7. Ciao come stai
8. Mediterraneo (versione in italiano di Soleil)
9. Non andare via (versione 2007)
10. Vai, tu sei libero
11. Uomo di sabbia (versione in italiano di Salma ya salama)
12. Loro (versione in italiano di Eux)
13. Col tempo (versione in italiano di Avec le temps)
14. Danza
15. Un po' d'amore
16. Il sole muore
17. La danza di Zorba (versione in italiano)
18. Le promesse d'amore
19. L'aquilone (versione in italiano di Dans la ville endormie)
20. Gigi l'amoroso (versione in italiano)